# Simon Stevin
Simon Stevin, nizozemski matematik, fizik, inženir in izumitelj, * 1548/49, Brugge, Zahodna Flamska, Belgija, † 1620, Haag, Nizozemska.

## Življenje in delo
Stevin je bil dejaven na mnogo področjih znanosti in tehnike, tako teoretično kot praktično. V nizozemščino je prevedel tudi več matematičnih izrazov, tako da je to edini evropski jezik, v katerem beseda matematika ('wiskunde') prek latinščine ne izhaja iz grščine. Bil je prvi v Evropi, ki je uporabljal desetiški sistem.
Pred Varignonom je znal razstavljati sile. Leta 1586 je pokazal, da dve telesi z različnima težama padeta na tla z enakim pospeškom.
Njegovo delo Statika in hidrostatika iz leta 1596 je pomembno prispevalo k razumevanju tlačnih razmer v tekočinah. Odkril je hidrostatični paradoks, ki pravi, da je hidrostatični tlak mirujoče kapljevine na dnu posode neodvisen od oblike posode, in je odvisen le od višine stolpca kapljevine in ploščine dna posode. Prvi je pojasnil plimo in oseko na podlagi vpliva Lune. 
Ukvarjal se je tudi s problematiko artilerije in gradnjo fortifikacij.